# Clemens van der Feen

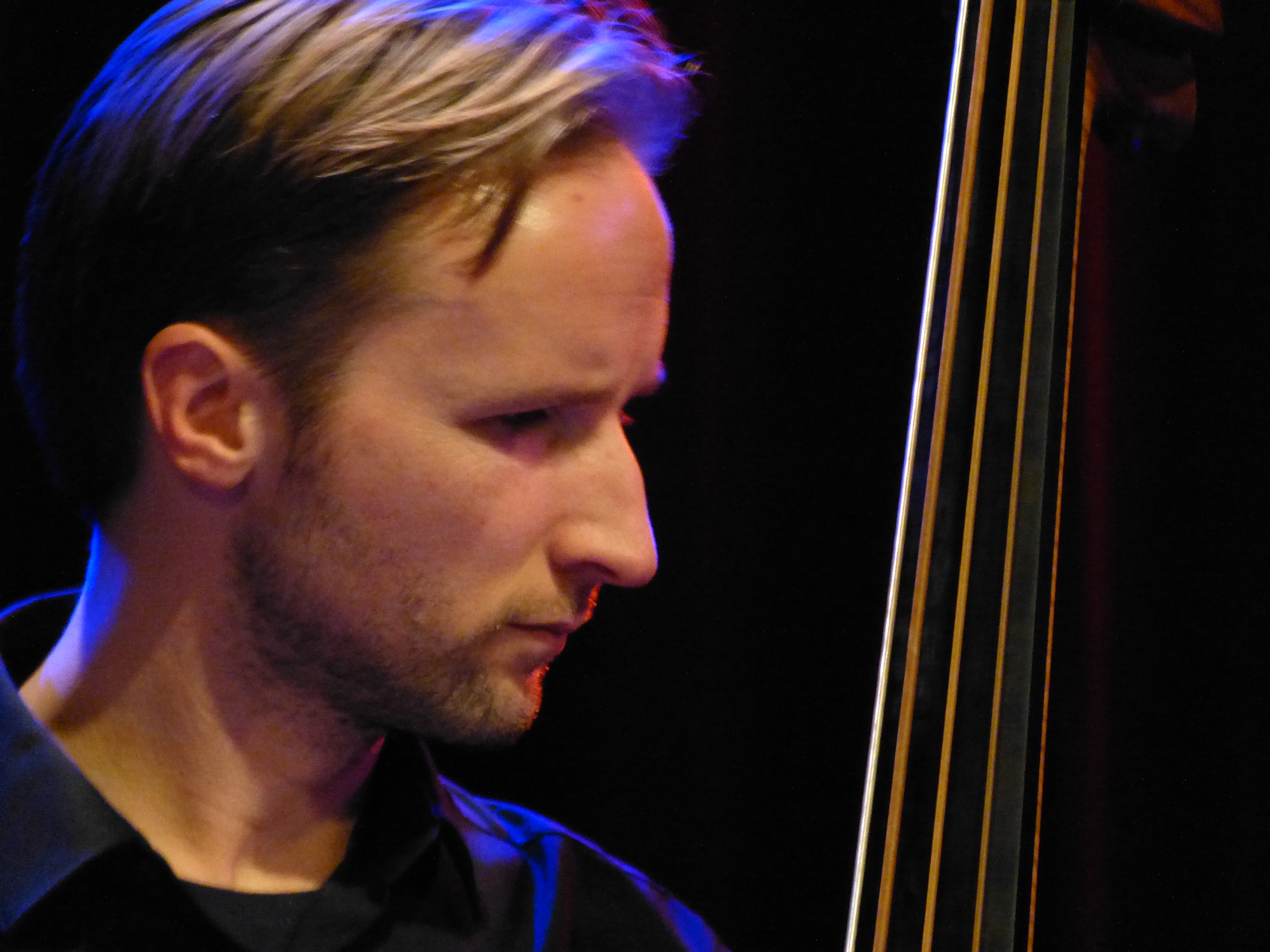
Clemens van der Feen

Clemens van der Feen (1980) is een Nederlandse contrabassist en componist in de jazz.
Van der Feen speelde en zong op elfjarige leeftijd al in de band van zijn broers (de Feenbrothers). Daarna studeerde hij jazz en klassiek contrabas aan conservatoria in Amsterdam en Detmold. Hij speelde in het Concertgebouworkest en het Orkest van de Achttiende Eeuw, maar koos toch voor de jazz en nam in New York les bij onder andere Ben Street. Hij was co-leider van de groep Narcissus en had eigen groepen waarmee hij twee albums opnam: het jazzrock album High Places en 14PM, een ode aan drummer en componist Paul Motian. Hij speelde onder meer met Toots Thielemans, Brad Mehldau, Jesse van Ruller, Fred Hersch, Tony Malaby, Pablo Held, Reinier Baas, Ben van Gelder, Tutu Puoane, Chris Potter, Tineke Postma, Dré Pallemaerts, Becca Stevens, Jorge Rossy, Greg Osby, Marc Copland, Lionel loueke, Octurn, Jeff Ballard, Ben Monder en Billy Hart. In 2022 verraste hij met een singer-songwriter album Pop into Being onder zijn voornamen Clemens Zebulon.
Clemens van der Feen won enkele prijzen, waaronder een in Frankrijk (Capbreton International Bass Competition, 1999) en de Ruud Jacobs-award.
Van der Feen geeft les aan het Conservatorium van Amsterdam.

## Discografie
Als leider en co-leider:
- Conversations (VanderFeen 4tet met Paula Morelenbaum)
- Release (Young All-stars Quintet)
- Narcissus (Narcissus Quartet)
- Narcissus 2 (Narcissus Quartet)
- Roelofs/van Ruller/van der Feen, "Chambertones"
- Chambertones Trio, "The Ninth Planet"
- High Places (Clemens van der Feen Band)
- 14 PM (Clemens van der Feen 4tet)
- Pop into Being (Clemens Zebulon)

## Referentie
- Website Clemens van der Feen

- Gemeinsame Normdatei: 1234163713
- International Standard Name Identifier: 0000 0004 8518 4928
- Library of Congress Control Number: n2016018032
- MusicBrainz: 5e994028-6faf-4b7f-a9ac-29f93658915f
- Virtual International Authority File: 22146094245400331498
- WorldCat: E39PBJrKTr76GGD7vMrM9kmKh3